# Алтухов Геннадій Валентинович
Геннадій Валентинович Алтухов (10 березня 1957, Київ) — український дипломат. Тимчасовий Повірений в справах України в Республіці Молдова.

## Біографія
Народився 10 березня 1957 року у Києві. У 1979 році закінчив Київський державний університет ім. Т. Шевченка, факультет міжнародних відносин і міжнародного права. Володіє іноземними мовами: російською, румунською та англійською.
У 1980—1992 рр. — працював в Українському товаристві дружби і культурного зв'язку з зарубіжними країнами.
У 1992 році — був завідувач відділу країн СНД і Балтії, радник відділу ГУАМ, заступник начальника Управління політичного аналізу і планування Міністерства закордонних справ України.
У 1992—1997 рр. — радник Посольства України в Румунії.
У 2000—2004 рр. — радник-посланник Посольства України в Румунії.
З 2011 року — радник-посланник Посольства України в Республіці Молдова.
З 14 грудня 2014 р. — Тимчасовий Повірений в справах України в Республіці Молдова.